# 日高邦博
日高 邦博（ひだか くにひろ、旧姓：井上、1961年11月2日 - ）は、新潟県出身の主夫である。
妻は競艇選手の日高逸子。

## 経歴
新潟県東蒲原郡（現在の阿賀町）出身。旧姓名は井上 邦博（いのうえ くにひろ）。
高校を卒業後、製薬卸会社へ就職のため上京。ツアーコンダクターを目指すため会社を1年半で退職し、東京・中野の旅行専門学校に入学。そこで後の妻である日高逸子と出会う。卒業後、旅行会社に入社。その後、友達として付き合っていた逸子が競艇選手に転身した一方、邦博は企画会社に転職。逸子との長い付き合いの末、1996年8月8日に結婚。これを機に邦博は日高姓に変える。1997年3月7日長女が誕生したのを機に福岡で主夫となることを決意、1999年7月5日には次女が誕生し、現在は2人の子供の家事・育児全般をこなしている。
その一方、主夫の立場として様々な活動に参加。男性の子育ての実践者として執筆活動をしたり、講演会やシンポジウムで講師やパネリストで招かれ、新しい家庭の形・子育てについて発信しており、夫婦でテレビや雑誌・新聞に取り上げられる事も多い。

## 人物・エピソード
- 旅行関係の専門学校時代に逸子に1年間で8回くらい（邦博談では6回、逸子談では8回）「付き合ってくれ」と告白したが、当時、逸子は邦博のことを良い友達としか思っていなく、（専門学校の時点では）告白は実らなかった。また、同級生が邦博に気を使って、飲みに行った帰りに邦博と逸子をアパートの部屋に二人きりにしたが、邦博は眠る逸子を朝まで座って見届けているだけで指一本たりとも手を出さなかった。
- 主夫になった理由は子育ての問題（競艇選手は1ヶ月の大半を競艇場で過ごさなくてはいけないので、自力での子育ては厳しい。お互い実家から離れて福岡で暮らしていたため、両親に見て貰う事も出来なかった）、収入の格差（競艇選手の平均年収はサラリーマンの平均年収の倍以上。成績優秀な逸子は年間3000万円以上を稼ぐ）、逸子が選手を続ける事を結婚の条件に挙げていた事などがあったからである。
- 逸子の希望で日高姓で入籍することで邦博に了解は得ていたが、邦博が日高姓に苗字を変える事について、逸子は邦博の両親に相当気を掛けていた。しかし、長男が家を継いでいたのもあり、邦博の両親からは逸子に対して邦博と結婚してくれることに感謝し、姓を変えるのは気にしなくていいと言われた。
- 40歳になってから沖縄小林流空手道を始めた。

## 作品
- 『逸子さん、僕が主夫します！――競艇のグレートマザーに恋して』（中日新聞社/2007年7月/ISBN 978-4-8062-0547-0）